# Владичин-Хан (община)
Владичин-Хан (серб. Владичин Хан) — община в Сербии, входит в Пчиньский округ.
Население общины составляет 22 639 человек (2007 год). Занимаемая площадь — 366 км², из них 45,2 %.
Административный центр общины — город Владичин-Хан. Община Владичин-Хан состоит из 51 населённых пунктов.

## Населённые пункты
- Балиновце
- Бачвиште
- Белановце
- Белишево
- Богошево
- Брестово
- Владичин-Хан
- Врбово
- Гарине
- Горне-Ябуково
- Грамадже
- Декутинце
- Джеп
- Доне-Ябуково
- Дупляне
- Житорадже
- Зебинце
- Йовац
- Калиманце
- Кацапун
- Козница
- Копитарце
- Костомлатица
- Кржинце
- Кукавица
- Куново
- Лебет
- Лепеница
- Летовиште
- Лютеж
- Мазарач
- Манайле
- Маняк
- Мртвица
- Островица
- Полом
- Прекодолце
- Прибой
- Равна-Река
- Рдово
- Репинце
- Репиште
- Ружич
- Солачка-Сена
- Срнечи-Дол
- Стубал
- Сува-Морава
- Теговиште
- Урвич
- Ягнило
- Ястребац

## Статистика населения общины
| Год  | Население, чел. |
| ---- | --------------- |
| 1991 | 24620           |
| 2001 | 23785           |
| 2002 | 23647           |
| 2003 | 23453           |
| 2004 | 23265           |
| 2005 | 23079           |
| 2006 | 22872           |
| 2007 | 22639           |